# IC 2533
IC 2533 ist eine Elliptische Galaxie vom Hubble-Typ E/S0 im Sternbild Antlia südlich der Himmelsäquators. Sie ist schätzungsweise 99 Millionen Lichtjahre von der Milchstraße entfernt und hat einen Durchmesser von etwa 55.000 Lichtjahren.
Im selben Himmelsareal befinden sich u. a. die Galaxien NGC 3095, NGC 3100, NGC 3108, IC 2539.
Das Objekt wurde im April 1900 von DeLisle Stewart entdeckt.